# 辅酶Q10
輔酶Q10（CoQ10）又稱泛醌、辅酶Q（coenzyme Q，CoQ）、泛癸利酮（ubidecarenone）、癸烯醌，是一类带有长的异戊二烯侧链的脂溶性醌类化合物，存在於所有進行有氧呼吸的真核生物中作为輔酶。輔酶Q10位于呼吸和光合作用的电子传递链（ETC）中，作为重要电子载体。Q代表醌基，10則代表其尾部接上的異戊二烯的數量。其结构与维生素K、维生素E与质体醌相似。
輔酶Q10是真核細胞粒線體中電子傳遞鏈和有氧呼吸的參與物質之一，也是唯一非蛋白质结合的辅基以及在電子傳遞鏈中唯一非蛋白質成員，人體內有95%的能量會由此形成，因此在能量需求較高的器官上（例如心臟、肝臟、腎臟等）都能發現較多的輔酶Q10。
輔酶Q10能攜帶一個或兩個電子，肇因於其三種氧化還原態，從氧化數高至低分別為泛醌（ubiquinone，Q）、半醌（semiquinone、ubisemiquinone，Q-）、還原態泛醌（ubiquinol，QH2）。除此之外，它也是抗氧化剂。

## 結構
泛醌分子中含有一个由多个异戊二烯单位组成的、与对苯醌母核相连的侧链，该侧链的长度根据泛醌的来源而有不同，一般含有n＝6~10个异戊二烯单位。对于哺乳动物，n＝10，因此又称辅酶Q10。

## 生化作用
分子中的醌式结构使泛醌具有氧化型与还原型两种形式，在细胞内这两种形式可以相互转变，这是泛醌作为电子传递体的基础。泛醌的电子得失可以分两步进行，即一次转移一个电子，也可以经一步进行，同时转移两个电子。
泛醌存在于多数真核细胞中，尤其是线粒体。它是呼吸链组分之一；其在线粒体内膜上的含量远远高于呼吸链其他组分的含量，而且脂溶性使它在内膜上具有高度的流动性，特别适合作为一种流动的电子传递体。
泛醌中的苯醌部分在体内以酪氨酸为原料合成，而异戊二烯侧链则是由乙酰輔酶A原料经甲羟戊酸途径而合成。因此，通过阻断甲羟戊酸途径而发挥作用的降血压药β-阻滞剂和降胆固醇药他汀，在使用时也会影响到体内泛醌的合成。
但是，没有足够数据证明輔酶Q10補充劑或有助於免疫系統、心臟功能、預防癌症等健康支持作用。輔酶Q10也未經美國食品藥品管理局批准用於治療任何疾病。

## 歷史
輔酶Q10於1957年由威斯康辛大學麥迪遜分校酵素學研究所的Fredrick L. Crane及其同事首次發現。 1958年，其化學結構由默沙東的Karl Folkers和他的同事確認。Karl Folkers與Gian Paolo Littarru於1972年發表人類心臟病經常伴隨有輔酵素Q10濃度缺乏的臨床現象理論。

## 法規與組成
輔酶Q10(CoQ10)並未獲得美國食品藥物管理局(FDA)核准用於治療任何病症。然而，輔酶Q10可作為食品補充劑出售，不受與藥品相同的法規管制，也是某些化妝品的成份之一。輔酶Q10的製造過程不受管制，不同批次和品牌的輔酶Q10可能會有很大差異。

## 食品補充劑

### 食物來源
Q10存在於動、植物界中，被認為是「非維生素營養素」，意味著可從食物中攝取或於人體內製造。肉類、堅果類或蔬菜種子等食物含有Q10，但食物加工與烹調過程都會造成破壞，如氧化、熱。可從下列食物中增加攝取：
（1）植物類：食物中最主要的來源是「多元不飽和油類」，如大豆；含量中等的食物是「單元不飽和油類」，如橄欖油。「飽和油類」如椰子油等，其他蔬菜如菠菜、花椰菜等皆含之。
（2）動物類：海產食物皆富含Q10，其中以鯖魚、沙丁魚、鮪魚較為豐富，牛肉、雞肉亦含有。
（3）堅果類：如花生、胡桃、腰果等。

### 市售常見形式
輔酶Q10一般作為營養補充品，並以膠囊形式發售，商品名稱通常為Q10。一般國家不將其視為藥品，並且不能宣稱其療效。以中華民國衛生福利部食藥署為例，將其定為可供食品使用原料，不得宣稱療效，規定其每日食用限量為三十毫克，且要求廠商標示「哺乳期間婦女及服用抗凝血藥品(warfarin)之病患，不宜食用」等警語字樣。
一般市售Q10的來源分為兩類：
（1）天然發酵萃取法：以特定的酵母或微生物經發酵複製分離取得，是目前自然的製造方式，與人體自行製造Q10的結構式相同，皆為反式(Trans isomers)異構物的形態，與人體的相容性及安全性較佳，但成本高。
（2）煙葉化學合成製造法：以煙葉中的茄尼醇(solanesol)為原料，經化學合成，大量生產可以降低成本，但是因為除了反式(Trans isomers)異構物外，還摻雜了許多順式(Cis Isomers)異構物與Q9，與人體的相容性及安全性常被質疑。

### 輔酶Q10的藥物建議
一般人對於輔酶Q10的耐受性良好，最常見的副作用是腸胃道症狀（包括噁心、嘔吐、食慾不振和腹痛），其他症狀也包含皮疹和頭痛。
雖然目前還沒有確切的理想劑量，但典型的每日劑量為100-200毫克。另外，不同的配方具有不同的輔酶Q10和其他成分含量。

#### 心臟病
2016年的考科藍文獻回顧得出的結論是，輔酶Q10對血壓沒有影響。2017年針對心力衰竭患者進行的統合分析中，CoQ10 30–100 mg / d可使死亡率降低31％，也使運動能力增加。此外，在2021重新進行較大規模的文獻回顧中，每日服用Q10補充品的人群有較低的死亡率，但對於心臟疾病預防的證據力不顯著。

#### 偏頭痛
根據小規模研究的證據，加拿大頭痛協會預防偏頭痛指南建議提供300 mg的輔酶Q10作為預防的選擇。

#### 斯他汀類肌病
口服輔酶Q10現已常態性的使用於減輕斯他汀類(statin)藥物副作用引起的相關肌肉症狀，包括肌肉疼痛、肌肉無力、肌肉痙攣和肌肉疲勞。

#### 癌症
截至2014年為止，還沒有針對CoQ10對於癌症治療的大型臨床試驗。美國國家癌症研究所（National Cancer Institute）進行的少量小型研究發現出問題，並指出：“研究的方式以及所報告的信息量使得尚未清楚是輔酶Q10還是其他原因所帶來的益處” 。美國癌症協會的結論是：“輔酶Q10可能會降低化學療法和放射療法的有效性，因此大多數腫瘤學家建議在癌症治療期間避免使用它。

#### 其他藥物用途
在先前的研究中，研究人員嘗試使用Q10治療肌萎縮性脊髓側索硬化症，但是證據成效不足以進入臨床第三期的試驗。
另外的研究希望利用Q10在新陳代謝中的作用，以此能夠治療精神疾病或神經退化性疾病，特別是憂鬱症與帕金森氏症，但現在僅限於發想階段。

## 外部連結
- Coenzyme Q10: An Antioxidant Drug – from the Huntington's Disease Outreach Project for Education at Stanford
- List of USP Verified CoQ10 Ingredients
- National Cancer Institute page on Coenzyme Q10
- Robert Alan Bonakdar and Erminia Guarneri, American Family Physician page on Coenzyme Q10 （页面存档备份，存于）
- An Introduction to Coenzyme Q10 （页面存档备份，存于） at University of Washington
- Possible Health Benefits of Coenzyme Q10 （页面存档备份，存于） at Oregon State University
- Study Suggests Coenzyme Q10 Slows Functional Decline in Parkinson's Disease at National Institute of Neurological Disorders and Stroke